# رود یلیموفکا
رود یلیموفکا (انگلیسی: Yelymovka) یک رودخانه در سرزمین پرم کشور روسیه است.